# South Park (säsong 1)
Säsong 1 av South Park, en amerikansk animerad TV-serie skapad av Trey Parker och Matt Stone, började sändas den 13 augusti 1997 på Comedy Central. Säsongen består av 13 avsnitt.

## Rollista

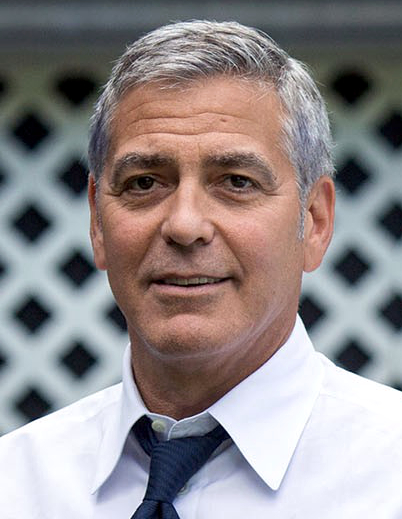
George Clooney (bild från 2016), gästade serien i avsnittet "Big Gay Al's Big Gay Boat Ride"

### Huvudroller
- Trey Parker som Stan Marsh, Eric Cartman, Randy Marsh, Mr. Garrison, Clyde Donovan, Mr. Hankey, Mr. Mackey, Stephen Stotch, Jimmy Valmer, Timmy Burch och Phillip.
- Matt Stone som Kyle Broflovski, Kenny McCormick, Butters Stotch, Gerald Broflovski, Stuart McCormick, Craig Tucker, Jimbo Kern, Terrance, Tweek Tweak och Jesus.
- Mary Kay Bergman som Liane Cartman, Sheila Broflovski, Shelly Marsh, Sharon Marsh, Mrs. McCormick och Wendy Testaburger.
- Isaac Hayes som Chef

### Gästroller
- George Clooney som Sparky. ("Big Gay Al's Big Gay Boat Ride")
- Michael Buffer som Sig själv. ("Damien")
- Natasha Henstridge som Ms. Ellen (krediterad som "The Chick from Species"). ("Tom's Rhinoplasty")
- Robert Smith som Sig själv. ("Mecha-Streisand")
- Jay Leno som Kitty. ("Cartman's Mom Is a Dirty Slut")

## Avsnittsguide
Samtliga avsnitt är listade efter sändningsdatum.
| Nr i serien | Nr i säsongen | Titel                             | Regissör                    | Manus                                  | Originalvisning   | Prod. kod | Tittarsiffror (miljoner) |
| --- | ------------- | --------------------------------- | --------------------------- | -------------------------------------- | ----------------- | --------- | ------------------------ |
| 1 | 1             | "Cartman Gets an Anal Probe"      | Trey Parker                 | Trey Parker & Matt Stone               | 13 augusti 1997   | 101       | 0.98                     |
| Cartman berättar för sina vänner om en konstig dröm han hade om utomjordingar som kidnappade honom och förde in föremål i hans bakdel. Stan och Kyle försöker övertyga honom om att "drömmen" verkligen har ägt rum, men Cartman avfärdar dem och tror att de försöker lura honom.                                                                                  |               |                                   |                             |                                        |                   |           |                          |
| 2 | 2             | "Weight Gain 4000"                | Trey Parker & Matt Stone    | Trey Parker & Matt Stone               | 20 augusti 1997   | 102       | N/A                      |
| Cartman vinner en uppsatstävling men Wendy Testaburger misstänker att han fuskade. Det visar sig att Kathie Lee Gifford ska överräcka priset till Cartman, så han bestämmer sig för att komma i form till prisutdelningen genom att börja äta Weight-Gain 4000, piller som ska öka muskelmassan. Det visar sig att pillren gör Cartman fetare, snarare än starkare. |               |                                   |                             |                                        |                   |           |                          |
| 3 | 3             | "Volcano"                         | Trey Parker & Matt Stone    | Trey Parker & Matt Stone               | 27 augusti 1997   | 103       | 1.0                      |
| Pojkarna åker iväg och jagar med Stans farbror Jimbo Kearn och hans vän Ned Gerblansky. Stans pappa Randy Marsh upptäcker samtidigt en vulkan som håller på att få ett utbrott och borgmästaren utnyttjar tillfället att ge South Park publicitet. I detta avsnitt dyker Randy Marsh upp första gången, fast inte nämnd som Stans pappa.                            |               |                                   |                             |                                        |                   |           |                          |
| 4 | 4             | "Big Gay Al's Big Gay Boat Ride"  | Trey Parker                 | Trey Parker & Matt Stone               | 3 september 1997  | 104       | N/A                      |
| När Stan får reda på att hans hund är homosexuell försöker han ta reda på om det är något bra eller dåligt. Jimbo och Ned försöker samtidigt sabotera en fotbollsmatch mot en rivaliserande grundskola. |               |                                   |                             |                                        |                   |           |                          |
| 5 | 5             | "An Elephant Makes Love to a Pig" | Trey Parker (ej krediterad) | Trey Parker, Matt Stone & Dan Sterling | 10 september 1997 | 105       | N/A                      |
| Pojkarna försöker para ihop en elefant med en gris som ett genetiskt experiment. Stan har det samtidigt svårt med sin mobbande syster Shelley. Detta är första avsnittet där Shelley förekommer. |               |                                   |                             |                                        |                   |           |                          |
| 6 | 6             | "Death"                           | Matt Stone                  | Trey Parker & Matt Stone               | 17 september 1997 | 106       | 1.3                      |
| Stans 102 år gamla farfar försöker få Stan att hjälpa honom begå självmord. Fru Broflovski försöker samtidigt organisera alla föräldrar i en protest mot en TV-series grova humor. Detta är första avsnittet med Stans farfar. |               |                                   |                             |                                        |                   |           |                          |
| 7 | 7             | "Pinkeye"                         | Trey Parker & Matt Stone    | Trey Parker, Matt Stone & Philip Stark | 29 oktober 1997   | 107       | 2.7                      |
| Kenny dödas av rymdstationen Mir och blir en zombie. Stan, Kyle och Cartman försöker samtidigt stoppa Halloween från att bli förstört av ögoninflammation. |               |                                   |                             |                                        |                   |           |                          |
| 8 | 8             | "Starvin' Marvin"                 | Trey Parker                 | Trey Parker                            | 19 november 1997  | 109       | 2.2                      |
| Pojkarna lär känna en etiopisk pojke som Sally Struthers har skickat till dem, samtidigt som muterade kalkoner attackerar staden, och borgmästaren arrangerar en matinsamling till Kennys familj. |               |                                   |                             |                                        |                   |           |                          |
| 9 | 9             | "Mr. Hankey, the Christmas Poo"   | Trey Parker & Matt Stone    | Trey Parker                            | 17 december 1997  | 110       | 4.5                      |
| Kyle träffar en talande bajskorv vid namn "Mr. Hankey". Ingen tror dock på det så de stänger in Kyle på ett mentalsjukhus. I slutet delar Mr. Hankey ut presenter till alla. |               |                                   |                             |                                        |                   |           |                          |
| 10 | 10            | "Damien"                          | Trey Parker                 | Trey Parker & Matt Stone               | 4 februari 1998   | 108       | 5.1                      |
| Mörkrets Furste kommer till South Park för sin slutgiltiga holmgång mot Jesus, men Djävulens son Damien har svårt att passa in i skolan. Cartman lägger samtidigt ned mycket energi på att planera sitt födelsedagskalas. |               |                                   |                             |                                        |                   |           |                          |
| 11 | 11            | "Tom's Rhinoplasty"               | Trey Parker (ej krediterad) | Trey Parker                            | 11 februari 1998  | 111       | 4.1                      |
| Mr. Garrison opererar sin näsa och slutar undervisa för att istället bli modell. Stan blir kär i den vikarierande läraren (gäströstskådespelare: Natasha Henstridge) vilket gör att Wendy hotar henne att komma nära Stan. |               |                                   |                             |                                        |                   |           |                          |
| 12 | 12            | "Mecha-Streisand"                 | Trey Parker                 | Trey Parker, Philip Stark & Matt Stone | 18 februari 1998  | 112       | 5.4                      |
| Pojkarna hittar ett föremål som gör att Barbra Streisand kan omvandla sig själv till ett gigantiskt monster och därmed förstöra staden. (Gäströstskådespelare: Robert Smith) |               |                                   |                             |                                        |                   |           |                          |
| 13 | 13            | "Cartman's Mom Is a Dirty Slut"   | Trey Parker                 | Trey Parker & David R. Goodman         | 25 februari 1998  | 113       | 6.4                      |
| Cartman försöker få reda på vem hans pappa är efter att hans mamma berättar att hon hade sex med en massa män en kväll på "The Drunken Barn Dance". Detta avsnitt är det första av ett tvådelat specialavsnitt. Den andra delen heter Cartman's Mom Is Still a Dirty Slut.                                                                                          |               |                                   |                             |                                        |                   |           |                          |